# جیمی لورودا
جیمی لورودا (انگلیسی: Jaime Lloreda؛ زادهٔ ۱۰ نوامبر ۱۹۸۰) بازیکن بسکتبال اهل آرژانتین است.
وی در مسابقات کشوری و بین‌المللی در مجموع برندهٔ ۱ مدال طلا، ۱ مدال نقره، ۱ مدال برنز شده‌است.